# كارل بولارد
كارل بولارد (بالإنجليزية: Carl Pollard)‏ هو لغوي أمريكي، ولد في 28 يونيو 1947.